# Léon Boisson
Pour les articles homonymes, voir Boisson (homonymie).
Léon François Boisson, né à Nîmes le 2 octobre 1854 où il est mort le 27 janvier 1941, est un aquafortiste et buriniste français.

## Biographie
Élève de Louis-Pierre Henriquel-Dupont, il est connu pour avoir illustré Une vie de Guy de Maupassant d'après des compositions de Maurice Leloir.
Il est récompensé en 1876 par le Grand Prix de Rome de Gravure. Médaille de 2e classe au Salon des artistes français de 1888, il est fait chevalier de la Légion d'honneur en 1903.
En 1900, il grave à l'eau-forte les compositions de Paul-Albert Laurens destinées à Thaïs d'Anatole France, première livraison de la « collection des Dix » fondée par A. Magnier et Romagnol.

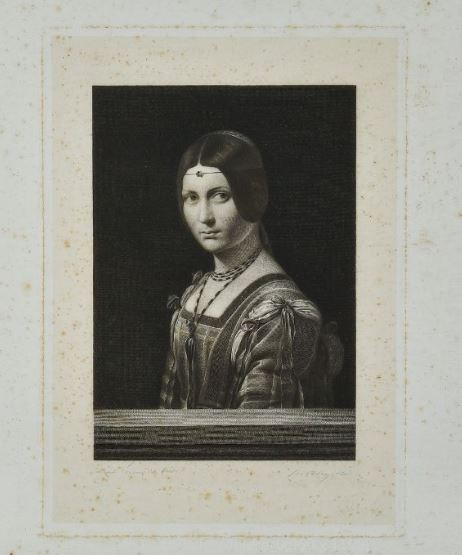
La Belle Ferronière, burin (n. d.).
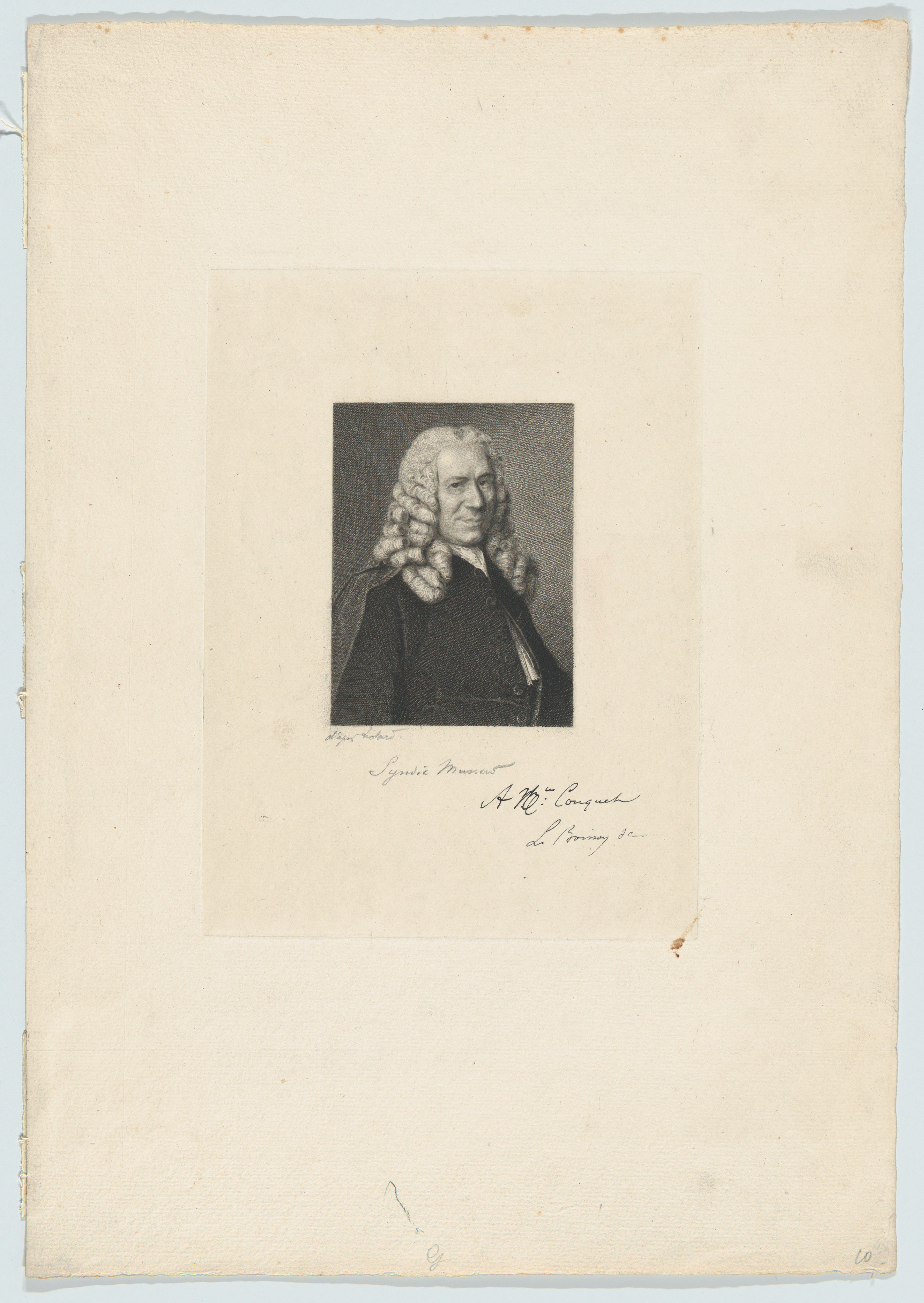
Portrait de Pierre Mussard, burin (1882).